# Écu

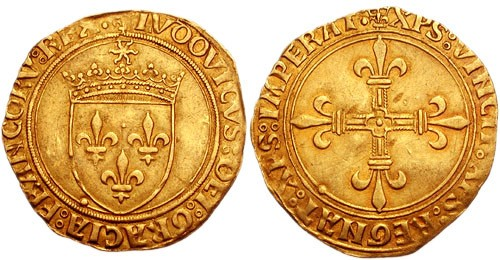
Een écu tijdens Lodewijk XII

De écu (Nederlands: schild of Franse kroon) was een munteenheid in Frankrijk tijdens de middeleeuwen en de vroegmoderne tijd. De munt verscheen in 1263 en vertegenwoordigde de waarde van drie Franse ponden. Écu (van het Latijnse scutum) betekent "schild" en de munt werd zo genoemd omdat het ontwerp een schild met een wapen bevatte.
De naam écu stond in Frankrijk in eerste instantie voor gouden munten. De gouden écu (écu d'or) van Filips VI van Frankrijk, die in 1337 werd ingevoerd en ook in de Nederlanden in omloop kwam, werd aldaar ook "schild" genoemd. De écu à la couronne (1384-1640) werd in de Nederlanden "Franse kroon" genoemd. Vanaf 1475 kwam ook de écu au soleil in omloop.
Tijdens de regering van Lodewijk XIII werd de blanke écu (écu blanc) geïntroduceerd, een zilverstuk van 60 sols. Na de monetaire revolutie van 1795 werd de naam écu tot 1878 gebruikt voor een gouden muntstuk van vijf frank.
De escudo, onder andere de voormalige munteenheid van Portugal, heeft dezelfde betekenis.

## ECU
De voorloper van de Europese munteenheid euro werd ECU genoemd.
Dit was de afkorting van European currency unit.